# اندرو بویس
اندرو بویس (انگلیسی: Andrew Boyce؛ زادهٔ ۵ نوامبر ۱۹۸۹) بازیکن فوتبال اهل بریتانیا است.
از باشگاه‌هایی که در آن بازی کرده‌است می‌توان به باشگاه فوتبال هارتل پول یونایتد، باشگاه فوتبال اسکانتورپ یونایتد، باشگاه فوتبال لینکولن سیتی، باشگاه فوتبال گینزبورو ترینیتی، باشگاه فوتبال گریمزبی تاون، باشگاه فوتبال وورکساپ تاون، و باشگاه فوتبال نوتس کانتی اشاره کرد.